# Смерть Абрадата
«Смерть Абрадата» (итал. La morte di Abradate) — картина в стиле романтизма итальянского художника Франческо Айеца, на которой изображён сюжет из древней истории (Абрадат погиб во время сражения Кира с лидийцами). Полотно написано в 1813 году и представляет собой живопись маслом на холсте размером 73,2×94,1 см. В настоящее время хранится в Галерее на площади Скала в Милане.